# Sir Rosevelt
Sir Rosevelt ist eine amerikanische Electronic-Dance-Band. Sie wurde 2016 in Nashville gegründet. Die Mitglieder sind Zac Brown, Niko Moon und Ben Simonett.
Ihr Debütalbum Sir Rosevelt erschien im Dezember 2017. Der darauf enthaltene Song The Bravest wurde vom ZDF zur Untermalung der Berichterstattung von der Fußball-Weltmeisterschaft 2018 verwendet.

## Diskografie

### Alben
- 2017: Sir Rosevelt

### Singles
- 2016: Sunday’s Finest
- 2018: It Goes On
- 2018: Somethin’ ’Bout You